# Federação Internacional de Associações de Inventores
A (IFIA) “International Federation of Inventors’ Associations” ou em Português a “Federação Internacional de Associações de Inventores (IFIA) é uma organização não-governamental sem fins lucrativos, fundada por um grupo de sete associações de inventores Europeus em 1968, (Inglaterra, Suécia, Noruega, França, Holanda, Suíça e Alemanha). IFIA é a sigla universal para a “Federação Internacional de Associações de Inventores”. IFIA é a única organização que agrupa associações inventores em todo o mundo, e é considerada um porta-voz único para Inventores.[carece de fontes?] 

## A história da IFIA
IFIA é uma organização Mundial não governamental, criada entre Associações Nacionais de Inventores, algumas Empresas e outras organizações tendo sido estabelecida em 1968. O seu principal objectivo é o de estabelecer e conectar todos os Países Membros, de forma a apoiar os Inventores a nível internacional e para representar os seus interesses comuns. Sua missão é a de disseminar a cultura da invenção e inovação, proteger os direitos dos Inventores e para promover o espírito inventivo e empreendedor. A IFIA foi fundada em Londres pela cooperação dos representantes de sete países europeus, incluindo Inglaterra, Suécia, Noruega, França, Holanda, Suíça e Alemanha. Encontra-se sob a supervisão directa da organização das Nações Unidas e goza do também do estatuto de observador na Conferência das Nações Unidas sobre Comércio e Desenvolvimento (UNCTAD), a Organização Mundial da Propriedade Intelectual (WIPO) e Instituto Europeu de Patentes (EPO). Os principais fundadores da IFIA incluem Dr. Harald Romanus (sueco Inventores escritório do director) e o Sr. Leif Nordstran (Director da sede de Inventores noruegueses) que formularam o primeiro estatuto da IFIA.[carece de fontes?]

## O que é a IFIA
A Federação Internacional das Associações Inventores (IFIA) tem mais de 100 Associações e Organizações Membro, oriundas dos cinco continentes do mundo. O seu principal objectivo é apoiar os Inventores, proteger os seus direitos, conectando-os de forma igual e internacionalmente. Desde o início das suas actividades, o principal objectivo da IFIA foi o de disseminar a cultura da invenção e inovação, para aumentar a consciencialização sobre a importância da invenção e da inovação para o bem-estar da sociedade, promover o status dos Inventores e representar internacionalmente o interesse comum dos mesmos. Entre os serviços que a IFIA oferece aos seus Membros, podemos referir a organização de exposições internacionais de Invenções, Workshops de Propriedade Intelectual e seminários Científicos, com a cooperação de outras organizações internacionais. Por isso é desta forma oferecido aos Inventores uma excelente oportunidade de mostrar suas invenções, fazer acordos com os organismos que comercializam, atrair investidores e criar as redes sociais para aumentar os seus contactos com as partes interessadas. Além disso, a IFIA realiza conferências e congressos em que todos os Membros podem participar e trocar internacionalmente pontos de vista sobre os diferentes aspectos da promoção da Invenção. As fontes de receitas da IFIA, incluem taxas de adesão, doação e legados, patrocínios, taxas públicas ou quaisquer outros recursos autorizados pela Lei. Os fundos atribuídos serão utilizados para fins sociais e como fonte de suporte económico das actividades que se revelem importantes e necessárias dos seus Membros por forma a permitir que a Organização os utilize para realizar e atingir os fins para os quais foram formados.[carece de fontes?]

## O que faz IFIA
IFIA reúne Associações de Inventores, Centros de Inovação, Universidades, Fundações, Corporações e Empresas, que cooperam de forma única para disseminar a Cultura da Invenção e Inovação a nível internacional. Além disso, aos Inventores são oferecidas informações necessárias e essenciais, conexões e excelentes oportunidades para trocar Ideias a nível internacional estendendo uma rede a nível mundial. Aos Membros da IFIA são fornecidas a oportunidade de participar nos eventos e exposições internacionais que a IFIA promove, expondo e tornando visíveis as suas invenções promovendo a Inovação e o Progresso em congressos, conferências e fóruns. É-lhes proporcionada também a oportunidade de localmente organizarem eventos internacionais sob a égide da IFIA de forma a serem conectados os Inventores com proeminentes figuras internacionais no domínio dos negócios, academia e instituições, para tirar proveito das redes profissionais á IFIA aliadas, em territórios como a Europa, Ásia, árabes, África, América, América Latina, junto inclusive dos Jovens e da rede de Mulheres Inventoras; é-lhes permitido o acesso e utilização da plataforma digital TTC – TECNOLOGY CENTER, sita em Genebra, o direito a participar em novos processos de Inovação, elaboração de políticas, advocacia e representação, o direito a usar o logótipo IFIA e sua sigla em sites do Membro, folheto, e catálogo. IFIA também dissemina notícias e eventos dos seus Membros através do seu site oficial, revista de papel e boletim electrónico, nos quais se revelam em primeiro plano, os prémios e medalhas para os Inventores e organizadores dos eventos, os suportes técnicos e apoios financeiros, as contribuições de Embaixadores ou figuras de renome a nível nacional e internacional; realiza oficinas de Propriedade Intelectual e seminários; fornece aconselhamento profissional sobre as diferentes formas de registo de Patentes e sua comercialização; exibe o logótipo e detalhes de contacto dos Membros e dos seus sites oficiais registando-os no banco de dados Mundial, publica livros de referência, guias, pesquisas, estudos e assistências para criar mais Inventores e invenções, assim como novas associações e redes regionais em todos os países.[carece de fontes?]

## Parcerias IFIA
Os objectivos da IFIA, foram criados de maneira a honradamente elevar o status dos Inventores em níveis nacionais e internacionais, promovendo a cooperação entre as associações e organizações de Inventores em todo o mundo. IFIA goza do estatuto de observador na Organização Mundial da Propriedade Intelectual (WIPO). IFIA tem o estatuto de Observador (Categoria Especial - Tecnologia) na Conferência das Nações Unidas sobre Comércio e Desenvolvimento (UNCTAD). IFIA é também membro do Comité Consultivo Permanente, junto do Instituto Europeu de Patentes (SACEPO), em Munique, Alemanha. IFIA também é membro da ONG Branch e é ponto focal nas Nações Unidas para Organizações Não-Governamentais com status consultivo junto ao Conselho Económico e Social (ECOSOC).

## IFIA - Principais Actividades
Publicação de livros de referência, guias, pesquisas, estudos Conferências, seminários, workshops, reuniões de grupo de especialistas, palestras Concursos e prémios para invenções Exposições ilustrativas relacionadas com inventores e invenções Assistência na criação de associações de Inventores Serviços consultivos Criação de redes internacionais entre os inventores Promoção das Invenções através da Internet.

## IFIA Presidente (2014-2018)
- Alireza RASTEGAR,Dr.Sc.,

## IFIA Presidente Honorário (2004-tempo ilimitado)
- Farag MOUSSA,Dr.Sc.,From Swiss 2004 tempo ilimitado.

## IFIA Directores (2014-2016)
- Husein HUJIC, Bosni and Herzegovina
- Michał SZOTA,Prof ,Poland
- Lennart NILSON, Sweden

## IFIA - Presidentes anteriores (desde 1968)
Presidentes da IFIA desde 1968 :
1. A.W.RICHARDSON,Dr.Sc.,Great Britain, 1968-1971
2. Harald A.R.ROMANUS,Sweden, 1971-1974
3. Freidrich BURMESTER,Dr.Sc.,Germany, 1974-1977
4. Leif NORDSTRAND,Norway, 1977-1982
5. L.L.WARE,Dr.Se.,United Kingdom, 1982-1984
6. Torfin ROSENVINGE JOHNSEN,Norway, 1984-1985
7. Bo Goran WALLIN,Swedish, 1985-1987
8. Clarence P.FLEDMANN,Switzerland, 1987-1990
9. Farag MOUSSA,Dr.Sc.,Switzerland, 1990-2006
10. András VEDRES,Dr.Sc.,Hungary, 2006-2010-2014

## Membros
Associações de Inventores, Institutos e outras organizações que apoiam os Inventores, empresas inventivas (incubadoras de empresas, organizadores de exposições, etc.), bem como instituições científicas em 86 países.

## Tabela de Membros
| No | País                 | No | País           | No | País                 |
| 1  | Argentina            | 39 | Ireland        | 77 | Slovakia             |
| 2  | Afghanistan          | 40 | Iraq           | 78 | Slovenia             |
| 3  | Austria              | 41 | Japan          | 79 | Spain                |
| 4  | Australia            | 42 | Kazakhstan     | 80 | Sri Lanka            |
| 5  | Bahrain              | 43 | Kenya          | 81 | South Africa         |
| 6  | Bangladesh           | 44 | Korea, Rep. of | 82 | Sudan                |
| 7  | Benin                | 45 | Kuwait         | 83 | Tanzania             |
| 8  | Bolivia              | 46 | Latvia         | 84 | Tunisia              |
| 9  | Bosnia & Herzegovina | 47 | Lebanon        | 85 | Turkey               |
| 10 | Brazil               | 48 | Libya          | 86 | Thailand             |
| 11 | Bulgaria             | 49 | Macao          | 87 | Togo                 |
| 12 | Burundi              | 50 | Macedonia      | 88 | United Arab Emirates |
| 13 | Cameroon             | 51 | Malaysia       | 89 | United Kingdom       |
| 14 | Canada               | 52 | Mali           | 90 | Uruguay              |
| 15 | China                | 53 | Mauritania     | 91 | USA                  |
| 16 | Chad                 | 54 | Mongolia       | 92 | Vietnam              |
| 17 | Congo                | 55 | Morocco        | 93 | Yemen                |
| 18 | Congo, Dem. Rep. of  | 56 | Nepal          | 94 | Zimbabwe             |
| 19 | Côte d'Ivoire        | 57 | Netherlands    | 95 | Ukraine              |
| 20 | Croatia              | 58 | Niger          |    |                      |
| 21 | Cuba                 | 59 | Nigeria        |    |                      |
| 22 | Cyprus               | 60 | Norway         |    |                      |
| 23 | Czech Rep            | 61 | Pakistan       |    |                      |
| 24 | Denmark              | 62 | Peru           |    |                      |
| 25 | Dominican Rep        | 63 | Palestine      |    |                      |
| 26 | Egypt                | 64 | Philippines    |    |                      |
| 27 | El Salvador          | 65 | Poland         |    |                      |
| 28 | Estonia              | 66 | Qatar          |    |                      |
| 29 | Finland              | 67 | Romania        |    |                      |
| 30 | France               | 68 | Russia         |    |                      |
| 31 | Georgia              | 69 | Saudi Arabia   |    |                      |
| 32 | Germany              | 70 | Senegal        |    |                      |
| 33 | Hungary              | 71 | Serbia         |    |                      |
| 34 | Hong Kong, China     | 72 | Singapore      |    |                      |
| 35 | Iceland              | 73 | Sweden         |    |                      |
| 36 | Indonesia            | 74 | Switzerland    |    |                      |
| 37 | India                | 75 | Syria          |    |                      |
| 38 | I.R.Iran             | 76 | Taiwan, China  |    |                      |

## Liderança
Assembleia-Geral: o órgão supremo da Federação composta das organizações dos Estados Membros mais activos. O Presidente da Federação é o Director Geral que é eleito pela Assembleia Geral por quatro anos. O Comité Executivo é o órgão formulador de políticas e órgão executivo que é eleito pela Assembleia Geral por dois anos. Os conselheiros do Presidente, são nomeados pelo próprio Presidente por dois anos e são colaboradores e assistentes próximos do Presidente.

## Comité Executivo IFIA
Membros do Comité Executivo IFIA para o mandato 2014-2016:
| No | País                 | Presidente                             |
| 1  | Bosnia & Herzegovina | Mladan KARIC,M.Sc.                     |
| 2  | Brazil               | Marcelo VIVACQUA,Dr.Sc.                |
| 3  | China                | Zengpei XUAN,Dr.Sc.                    |
| 4  | Croatia              | Zoran BARISIC,M.Sc.                    |
| 5  | Denmark              | Mrs. Vivi AEKJAER                      |
| 6  | Germany              | Winfried STURM                         |
| 7  | Iceland              | Mrs. Elinora Inga SIGURDARDOTTIR       |
| 8  | India                | Aynampudi SUBBARAO,Dr.Sc.              |
| 9  | Iran                 | Hossein VAEZI                          |
| 10 | Iraq                 | Hazim Jabbar Al-DARAJI,Prof.           |
| 11 | Korea Rep.           | Shin KYOUNG-HO                         |
| 12 | Niger                | Idrissa Hassane SOULAY,Dr.SC.          |
| 13 | Nigeria              | Joel Shaka MOMODU                      |
| 14 | Philippines          | Billy MALANG,Dr.Sc.                    |
| 15 | Poland               | Ms,Agnieszka MIKOLAJSKA, Dr.Sc.Student |
| 16 | Portugal             | Fernando LOPES                         |
| 17 | Russia               | Vladimir PETRIASOV                     |
| 18 | Slovenia             | Ms.Ana HAFNER, Dr.Sc.                  |
| 19 | Sweden               | Cenneth LINDKVIST                      |